# Sciobia finoti
Sciobia finoti är en insektsart som först beskrevs av Brunner von Wattenwyl 1882.  Sciobia finoti ingår i släktet Sciobia och familjen syrsor.

## Underarter
Arten delas in i följande underarter:
- S. f. finoti
- S. f. nigrescens
- S. f. stramineus